# Франсиско Мадеро
Франсиско И. Мадеро (Парас де ла Фуенте, 30. октобар 1873 — Мексико Сити, 22. фебруар 1913) је био мексикански државник, књижевник и револуционар са почетка 20. вијека. Најпознатији је као вођа мексичке револуције из 1910. године и као 33. предсједник Мексика, чију је дужност вршио од краја 1911. године до своје погибије у атентату 1913. године.

## Биографија
Франсиско Мадеро је рођен у богатој земљопосједничкој породици са сјевера Мексика. Породица Мадеро се бавила виноградарством, узгојема памука и производњом текстила, касније рударством и прехрамбеном индустријом. Били су познати као једна од најбогатијих мексичких породица. Већи дио друге деценије свог живота Франсиско је провео на школовању у Европи, те се током свог боравка у Француској окренуо спиритуалистичкој религији. По завршетку школовања 1893. године вратио се на породично имање гдје је пословао наредних 10 година.
Године 1903. се, након што је присуствовао насилном гушењу демонстрација, придружује опозиционој партији чији је главни циљ био борба против диктатуре Порфирија Дијаза. 1908. године је издао књигу Смјена власти 1910. о будућим предсједничким изборима у Мексику. У књизи је оштро критиковао дугогодишњу диктатуру Дијаза и предвиђао побједу опозиције на демократским изборима 1910. године и позвао на оснивање јединствене Демократске партије; књига је исте године постала бестселер у Мексику у била широко прихваћена у ширим масама. У наредним годинама је доживио велики притисак од стране Дијаза који је тежио да финансијски упропасти породицу Мадеро, али је одолио притисцима и 1910. године био изабран за вођу опозиције, када је изјавио да ће „На употребу силе узвратити силом“. Након спровођења успјешне кампање је био ухапшен у јуну 1910. заједно са 5000 својих присталица. За вријеме Мадеровог боравка у затвору су одржани избори и Дијаз је поново побједио. Ипак, Мадеро је успјео да побјегне уз помоћ свог ујака и стационира се у Сан Антонију у Тексасу одакле планира револуцију, али има слаб одазив људи у Мексику. У фебруару 1911. године се враћа у Мексико и наставља револуцију, овај пут успјешно, те се до априла револуцији придружује 18 покрајина, укључујући и Морелос на челу са Емилијаном Запатом. До 21. маја су се водиле водиле борбе против Дијазових снага и упоредо су вршени преговори. 21. маја су револуционари побједили у кључној бици за Сијудад Хуарез и потписали примирје са Дијазовом владом. Дијаз се повукао са власти 25. маја, а Мадеро је тријумфално ушао у Мексико Сити 7. јуна. Ипак, власт је првобитно препустио свом колеги Франсиску Леону де ла Бари, што је дало времена његовим противницима да се организују. Власт коначно преузима у новембру исте године.
По доласку на власт Мадеро је тежио да постигне споразум са Дијазовим пратиоцима због чега је био жестоко критикован од остатка револуционара, поготово од стране Запате. Доласком на власт је укинуо дугогодишњу цензуру штампи што се показало као мач са двије оштрице, јер су га новинари жестоко критиковали у многим аспектима, поготово због крвавог обрачунавања са свима који су се побунили против нове владе. За вријеме свог боравка на власти је основао министарство рада, спровео аграрне реформе, започео изградњу инфраструктуре, уложио у школство и повећао порезе страним компанијама Незадовољан владањем Мадера, генерал Викторијано Уерта је организовао завјеру која је резултовала убиством Мадеровог брата и његовим присилним повлачењем са чела државе 18. фебруара 1913. године. Четири дана касније је убијен под неразјашњеним околностима заједно са пратњом која га је пратила из града
Франсиско Мадеро је остао упамћен као човјек који је представљао икону једне револуције али је на крају уништен од стране исте, дјелимично својом кривицом.